# Gabbin
Gabbin is een plaats in de regio Wheatbelt in West-Australië.

## Geschiedenis
Ten tijde van de Europese kolonisatie leefden de Balardong Nyungah in de streek.
In 1836 verkende John Septimus Roe de streek. Van de jaren 1880 tot in de jaren 1920 deden sandelhoutsnijders de streek aan.
In 1913 werd beslist dat er onderweg op de nieuw aan te leggen spoorweg tussen Wyalkatchem en Mount Marshall nood was aan een spoorwegstation. De toenmalige minister van ruimtelijke ordening (En: Minister of Lands) keurde de naam Gabbin voor het station goed. De naam was afgeleid van "Gabbabin", de naam van een plaats 10 kilometer ten zuidoosten van het spoorwegstation. De naam is Aborigines van oorsprong en heeft vermoedelijk iets met water te maken omdat gelijkaardige Nyungahwoorden naar water verwijzen. Het dorp Gabbin werd in 1918 officieel gesticht en naar het spoorwegstation vernoemd.
De gemeenschapszaal van Gabbin, de 'Gabbin Hall', werd in 1921 gebouwd. Tot in 1922 het nieuwe schoolgebouw opende werd er les gegeven. In 1929 werd de 'Waddouring Rock Dam' in gebruik genomen voor de drinkwatervoorziening van Gabbin en Bencubbin. In 1933 werd in Gabbin voor het bulkvervoer van graan een graanzuiger geplaatst. Gabbin ontwikkelde zich tot een bedrijvig plaatsje. Er waren een aantal winkels, een bank, een bakkerij, een slagerij en een 'Stock & Farm Supply Store' actief.
De droogte van 1969 en het gebruik van nieuwe technologieën in onder meer de landbouw deden het inwonersaantal echter stelselmatig afnemen. In 2000 sloot het basisschooltje van Gabbin de deuren.

## 21e eeuw
Gabbin maakt deel uit van het lokale bestuursgebied (LGA) Shire of Mt Marshall. Het is een verzamel- en ophaalpunt voor de oogst van de in de streek bij de Co-operative Bulk Handling Group aangesloten graanproducenten.
In 2021 telde Gabbin 44 inwoners tegenover 107 in 2006.

## Bezienswaardigheden
Het natuurreservaat Gabin Nature Reserve ligt net ten noorden van de spoorweg.

## Transport
Gabbin ligt 255 kilometer ten noordoosten van de West-Australische hoofdstad Perth, 95 kilometer ten noordwestnoorden van Merredin en 22 kilometer ten westen van Bencubbin, de hoofdplaats van het bestuursgebied waarvan het deel uitmaakt.
De spoorweg die langs Gabbin loopt maakt deel uit van Arc Infrastructures goederenspoorwegnetwerk.

## Klimaat
Gabbin kent een warm steppeklimaat, BSh volgens de klimaatclassificatie van Köppen. De gemiddelde jaarlijkse temperatuur ligt rond 18,2 °C. De gemiddelde jaarlijkse neerslag bedraagt ongeveer 317 mm.
Aldersyde · Amery · Ardath · Arthur River · Baandee · Babakin · Badgingarra · Badjaling · Bailup · Bakers Hill · Balkuling · Ballaying · Ballidu · Beacon · Beenong · Beermullah · Bejoording · Belka · Bencubbin · Bendering · Benjaberring · Beverley · Bilbarin · Bindi Bindi · Bindoon · Bodallin · Bolgart · Bonnie Rock · Boolading · Booraan · Brookton · Bruce Rock · Bullaring · Bullfinch · Bulyee · Bungulla · Buntine · Burakin · Burracoppin · Cadoux · Calingiri · Campion · Caraban · Carrabin · Cataby · Cervantes · Chandler · Chittering · Clackline · Cold Harbour · Congelin · Coomberdale · Copley · Corrigin · Cowcowing · Crossman · Cuballing · Culbin · Cunderdin · Dalwallinu · Dandaragan · Dangin · Darkan · Dattening · Dongolocking · Doodlakine · Dowerin · Dudinin · Dumbleyung · Duranillin · Dwarda · Ejanding · Elabbin · Erikin · Gabbin · Gingin · Goomalling ·  Grass Valley · Greenhills · Guilderton · Gwambygine · Harrismith · Highbury · Hines Hill · Holt Rock · Hyden · Jelcobine · Jennacubbine · Jennapullin · Jitarning · Jurien Bay · Kalannie · Karlgarin · Kellerberrin · Kondinin · Kondut · Koojan · Koolyanobbing · Koorda · Korbel · Korrelocking · Kukerin · Kulin · Kulja · Kulyaling · Kunjin · Kununoppin · Kweda · Kwelkan · Kwolyin · Lancelin · Lake Brown · Lake Grace · Lake King · Ledge Point · Manmanning · Marvel Loch · Meckering · Meenaar · Merredin · Miling · Minnivale · Mogumber · Mokine · Moodiarrup · Mooliabeenee · Moora · Moorine Rock · Moorumbine · Moulyinning · Mount Hardey · Mount Kokeby · Mount Walker · Muchea · Mukinbudin · Muntadgin · Nalya · Nangeenan · Narembeen · Narrogin · New Norcia · Newdegate · Nilgen · Nokaning · North Bannister · Northam · Nukarni · Nungarin · Pantapin · Piawaning · Piesseville · Pingaring · Pingelly · Pithara · Popanyinning · Quairading · Quindanning · Regans Ford · Seabird · Shackleton · Southern Cross · Spencers Brook · Tammin · Tincurrin · Toodyay · Trayning · Varley · Wagin · Walebing · Walgoolan · Wandering · Wannamal · Watheroo · Welbungin · West Dale · West Toodyay · Westonia · Wialki · Wickepin · Wilbinga · Williams · Wongan Hills · Woodridge · Wubin · Wundowie · Wyalkatchem · Yealering · Yelbeni · Yellowdine · Yilliminning · Yerecoin · York · Yorkrakine · Yornaning · Yoting · Youndegin